# 조 맥기니티

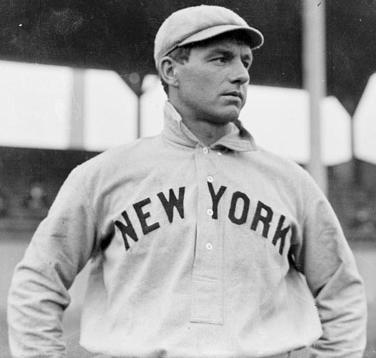
1905년 모습

조 맥기니티(Joe McGinnity, 본명: 조셉 제롬 맥기니티, Joseph Jerome McGinnity, 1871년 3월 20일 – 1929년 11월 14일)는 19세기 말과 20세기 초에 메이저 리그 베이스볼(MLB)의 미국 오른손 투수였다. 맥기니티는 10년 동안 MLB에서 뛰며 내셔널 리그(NL)의 볼티모어 오리올스(1899)와 브루클린 슈퍼바스(1900)에서 투구한 후 아메리칸 리그(AL)로 이적하여 볼티모어 오리올스(AL)에서 뛰었다(1901-1902). 그는 뉴욕 자이언츠(1902-1908)와 함께 NL로 돌아왔다. 맥기니티는 마이너 리그에서 계속해서 투구를 했고 결국 54세의 나이로 야구에서 영원히 은퇴했다.
MLB에서는 246승, 평균자책점(ERA) 2.66을 기록했다. 그는 7번의 20승 시즌과 2번의 30승 시즌을 거쳤다. 마이너 리그에서의 시간을 포함하여 맥기니티는 프로 야구 선수로서 거의 500승을 거두었다. 그는 MLB에서 5번의 승리(1899, 1900, 1903, 1904, 1906)와 방어율 1번(1904)을 이끌었다. 자이언츠와 함께 그는 1905년 월드 시리즈에서 우승했다. 그의 팀은 또한 1900년과 1904년에 NL 페넌트에서 우승했다.
맥기니티는 야구 오프시즌 동안 철 주조 공장에서 일했기 때문에 "아이언맨"(Iron Man)이라는 별명을 얻었다. 그의 별명은 그가 더블헤더의 두 게임 모두에서 일상적으로 투구했기 때문에 그의 장수와 내구성을 전달하기 위해 왔다. 그는 단일 시즌에 투구 이닝(434)에 대한 NL 기록을 세웠는데, 이는 여전히 유효하다(그리고 투수의 이닝을 제한하는 현대 MLB 관행에 따르면 사실상 깨지지 않는 것으로 간주됨). 맥기니티는 뉴욕 자이언츠 역사상 더 나은 선수 중 한 명으로 간주된다. 재향 군인 위원회는 1946년에 그를 미국 야구 명예의 전당에 선출했다.